# Коптев, Сергей Дмитриевич
Коптев Сергей Дмитриевич (1880—1920) — офицер Российского императорского флота, участник Русско-японской войны, минный офицер миноносца «Грозный», участник Цусимского сражения, Первой Мировой войны, Георгиевский кавалер, капитан 1 ранга.

## Биография
Коптев Сергей Дмитриевич родился 20 сентября 1880 года в Ревеле (ныне Таллин) Эстляндской губернии, Российской империи, в семье мичмана Ревельского флотского полуэкипажа (с 1907 года генерал-майор) Дмитрия Михайловича Коптева (1855 −1909) и его жены Надежды Михайловны (урожд. Плешкова), дочери отставного генерал-майора Плешкова Михаила Фёдоровича.
В службе с 1896 года. После окончания Морского кадетского корпуса 15 сентября 1898 года произведён в мичманы. Проходил службу на Балтике. 6 декабря 1902 года произведён в лейтенанты. В 1902 году служил в Кронштадте флагманским офицером Учебного минного отряда Балтийского флота, с 1903 по 1904 год — старшим флагманским офицером.

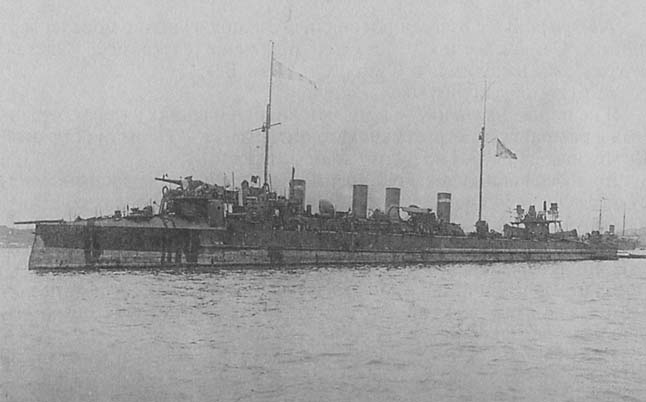
Эскадренный миноносец «Грозный»

24 августа 1904 года назначен минным офицером миноносца «Грозный», на котором в составе Второй Тихоокеанской эскадры, перешёл на Дальний Восток. 14-15 мая 1905 года миноносец участвовал в Цусимском сражении. 14 мая спасал людей со вспомогательного крейсера «Урал», взяв на борт 10 человек. 15 мая у выхода из Корейского пролива «Грозный» присоединился к миноносцу «Бедовый», на котором находился раненый адмирал 3. П. Рожественский. Русские миноносцы были замечены с японских «истребителей» «Сазанами» и «Кагеро», которые сразу устремились в погоню. Командиру «Грозного» последовало приказание с «Бедового» идти во Владивосток. На вопрос командира «Грозного», почему не принять бой, ответа не последовало. В этот момент японские корабли открыли огонь, и «Грозный» начал уходить от противника. Миноносец «Бедовый», подняв флаг Красного Креста и белый флаг, сдался противнику. На отходе во Владивосток миноносец «Грозный» принял бой с японским миноносцем «Кагеро» около острова Дажелет. «Кагеро» получил нескольких попаданий и прекратил погоню. Несмотря на повреждения, «Грозный» экономическим ходом из-за нехватки горючего, 16 мая прибыл во Владивосток, и стал одним из трёх кораблей Второй Тихоокеанской эскадры, достигших Владивостока после Цусимского боя. «За подвиг мужества и храбрости, оказанный в бою 14-го и 15-го мая 1905 г. в Корейском проливе при прорыве миноносца „Грозный“ сквозь сильнейшего неприятеля» лейтенант С. Д. Коптев 8 июля 1907 года был награждён орденом Святого Георгия 4-й степени.
В 1905—1906 годах служил младшим минным офицером крейсера «Россия (крейсер)|Россия», который использовался в качестве плавучего форта с целью флангового обстрела побережья Амурского залива при возможной атаке на Владивосток. На этом же крейсере перешёл в 1906 году на Балтику для капитального ремонта в Кронштадтских мастерских Балтийского завода.
В 1907 году Коптев окончил Минный офицерский класс. В 1908—1909 годах служил помощником старшего офицера крейсера «Адмирал Макаров», участвовал в спасении пострадавших при землетрясении в Мессине. В 1909—1912 годах был старшим офицером учебного судна «Воин». 26 апреля 1912 года назначен командиром эсминца «Сторожевой». В 1914 году окончил Штурманский офицерский класс. Участник Первой мировой войны. 29 сентября 1914 года назначен командиром эсминца «Забайкалец», 12 января 1915 года принял командование над достраиваемом в Ревеле эсминцем «Изяслав». С 7 марта по 29 октября 1916 года был флаг-капитаном командующего Дивизией подводных лодок. 30 июля 1916 года произведён в капитаны 1-го ранга. В 1916—1917 годах командовал бронепалубным крейсером «Богатырь».
Был женат на Марии Александровне, в семье была дочь Нина (рожд. 1908 г.) .
После Октябрьской революции оставался в России. Умер Сергей Дмитриевич Коптев от воспаления легких 15 января 1920 года в Петрограде.

## Награды
Капитан 1 ранга Коптев Сергей Дмитриевич был награждён орденами и медалями Российской империи:
- орден Святого Станислава 3-й степени (06.12.1906);
- орден Святого Георгия 4-й степени (08.07.1907);
- орден Святого Станислава 2-й степени (06.12.1913);
- мечи к ордену Святого Станислава 2-й степени (01.06.1915);
- орден Святой Анны 2-й степени с мечами (18.01.1916);
- Серебряная медаль «В память русско-японской войны» с бантом (1906);
- Светло-бронзовая медаль «В память 300-летия царствования дома Романовых» (1913);
- Светло-бронзовая медаль «В память 200-летия морского сражения при Гангуте» (1915).

Иностранные:
- Орден Спасителя кавалерский крест (1900, Греция);
- орден Почётного легиона, кавалерский крест (1908, Франция);
- медаль «За оказание помощи пострадавшим во время бедствия в Мессине и Калабрии» (1911, Италия).